# Dreams and Desires: Family Ties
Dreams and Desires: Family Ties és un curtmetratge animat britànic de 2006 dirigit per Joanna Quinn. S'ha subtitulat al català.
La pel·lícula es va estrenar el 5 de juny de 2006 al Festival de Cinema d'Animació d'Annecy. Dreams and Desires: Family Ties va guanyar el Cartoon d'or de l'European Cartoon Forum l'any 2006. Al Festival Internacional d'Animació d'Ottawa, la pel·lícula va rebre el Gran Premi Nelvana al millor curtmetratge d'animació independent, el principal premi de curtmetratges d'animació. Va ser nominat a un premi BAFTA en la categoria de millor curtmetratge d'animació el 2007, però no va poder imposar-se a Guy 101. També va ser nominat al millor curtmetratge als premis del Cinema Europeu de 2007.